# ダン・イッセル
ダニエル・ポール・イッセル (Daniel Paul Issel, 1948年10月25日 - ) は、アメリカ合衆国の元プロバスケットボール選手、指導者。イリノイ州バタフィア出身。身長206cm、体重106kg。ポジションはセンター及びパワーフォワード。
ケンタッキー大学卒業後、1970年にプロリーグABAのケンタッキー・カーネルズに入団。ルーキーイヤーから平均29.9得点をあげて得点王に輝き、新人王を受賞。1975年にはカーネルズをファイナル制覇に導いた。プロキャリア後半はNBAのデンバー・ナゲッツでプレイし、リーグを代表するビッグマンの一人として活躍して1985年に引退。1993年には殿堂入りを果たし、背番号『44』はデンバー・ナゲッツの永久欠番となった。引退後は古巣ナゲッツをヘッドコーチとして率い、1993-94シーズンのプレーオフ第1回戦ではプレーオフ史上に残る歴史的なアップセットを果たしている。

## 選手キャリア

### ケンタッキー大学

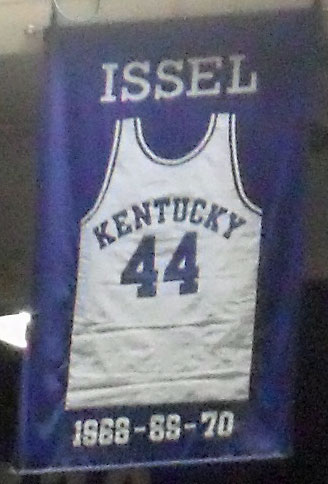
ラップ・アリーナに掲示されている名誉ジャージ

ダニエル・ポール・イッセルは伝説的なコーチ、アドルフ・ラップが指揮するケンタッキー大学でプレイ。1967年から1970年までの3シーズンのプレイ期間中に2度のオールアメリカンに輝き、最終学年の1969-70シーズンには平均33.9得点13.2リバウンドを記録し、大学通算で2,138得点1,078リバウンド、平均25.7得点13.0リバウンドをあげた。イッセル在学中にケンタッキー大はサウスイースタン・カンファレンストーナメント三連覇を達成。1970年2月7日のミシシッピ大学戦では57得点をあげ、クリフ・ヘイガンが保持していた51得点を更新する同校の新記録を作っている（約40年後の2009年にジョディー・ミークスによって更新される。イッセルはこの他にも23の大学新記録を作っている）。

### ケンタッキー・カーネルズ
大学卒業後の1970年、地元ケンタッキー州のルイビルに本拠地を置くプロリーグABAのチーム、ケンタッキー・カーネルズに1巡目指名を受けて入団（同時にNBAのデトロイト・ピストンズからも1970年のNBAドラフトで8巡目122位指名を受けている）。イッセルは1年目からリーグを代表するセンターとして活躍。平均29.9得点13.2リバウンドをあげて得点王に輝くと共にチャーリー・スコットと新人王を共同受賞、オールABA2ndチーム、オールスターゲームにも選ばれた。チーム成績は44勝40敗と平凡なものだったが、プレーオフでは勝ち抜き、チーム史上初のファイナル進出を果たしている（ユタ・スターズの前に2勝4敗で敗退）。2年目の1971-72シーズンには平均30.6得点（リーグ3位）11.2リバウンドをあげてシーズン通算2,538得点はABA記録となり、オールABA1stチームに選出。オールスターゲームでは21得点9リバウンドをあげてオールスターMVPを受賞している。またこの年に新人アーティス・ギルモアがカーネルズに入団。218cmのギルモアの加入でイッセルはパワーフォワードにコンバートされ、イッセルとギルモアという強力なインサイドコンビが完成し、カーネルズはリーグを席巻。このシーズンにカーネルズが記録した68勝16敗はABA史上最高勝率となり、ギルモアは前年のイッセルに続いて新人王を受賞した。リーグ屈指の強豪となったカーネルズだがプレーオフでは結果が残せず、68勝をあげた1971-72シーズンは1回戦でリック・バリー率いるニューヨーク・ネッツの前にまさかの敗退、56勝をあげた1972-73シーズンは2度目のファイナル進出を果たすが、今度はジョージ・マクギニス率いるインディアナ・ペイサーズの前に3勝4敗で敗れている。イッセルはよりチームメートと得点機会を分け合うスタイルに変化していったため平均30.6得点をあげた1971-72シーズンを頂点に個人成績に低下が見られるも、オールスターやオールABAチームには毎年選出され続ける、依然としてリーグ有数のビッグマンだった。1974-75シーズンには初の平均20得点割れとなる17.7得点8.6リバウンドとなったが、カーネルズは58勝26敗と好成績を維持し続け、そしてプレーオフでは3度目となるファイナルに進出。インディアナ・ペイサーズに雪辱して4勝1敗でファイナルを制し、初優勝を果たした。1975-76シーズンを前にイッセルはトム・オーエンズとの交換でボルティモア・クロウズにトレードされるが、クロウズは新シーズンを前にして解散・消滅してしまったため、イッセルはさらにデンバー・ナゲッツに移籍して新シーズンを迎えた。

### デンバー・ナゲッツ

#### ABA
10年間を過ごすことになるナゲッツにおいて、イッセルはファンから最も支持を集めた選手の一人となる。イッセルは当時最も得点力のあるガードの一人だったデビッド・トンプソンと共に強力なタッグを組み、トンプソンはリーグ3位となる平均26.0得点、イッセルは平均20得点以上に復帰する22.9得点（リーグ7位）を記録し、ナゲッツもリーグ1位となる60勝24敗をあげた。プレーオフではセミファイナルで、イッセルが抜けたことで46勝38敗と大きく成績を落としていた古巣カーネルズと対決。第7戦までもつれたものの、4勝3敗でこのシリーズを制し、ナゲッツにとっては初の、そしてイッセルにとっては4度目のファイナルに進出したが、ファイナルではジュリアス・アービング率いるニューヨーク・ネッツの前に4勝2敗で敗れた。

#### NBA
財政難に陥っていたABAは1975-76シーズンを最後に消滅し、デンバー・ナゲッツはニューヨーク・ネッツ、インディアナ・ペイサーズ、サンアントニオ・スパーズと共にNBAに加盟することになった。当初はABAのチームはNBAでは通用しないと言われていたが、トンプソンとイッセルの二枚看板を誇るナゲッツはNBAで最初のシーズンとなる1976-77シーズンにて50勝32敗をあげ、見事にデビジョン優勝を果たした。イッセルもABA時代と何ら変わらない平均22.3得点8.8リバウンドの成績を残し、オールスターゲームにも選ばれている。NBAでの順調なスタートを切ったかに見えたが、ナゲッツは旬を過ぎつつあり、以後は成績は伸び悩んだ。相棒のトンプソンは薬物濫用の影響で精彩を欠き、またジョージ・マクギニスやアレックス・イングリッシュなどの名選手を獲得するなど大きな補強も実行したが、チームはかえって低迷し、1979-80シーズンには30勝52敗まで成績が落ち込み、プレーオフ出場も逃した。チームが迷走状態に陥る中、しかしイッセルは毎年平均20得点10リバウンド前後の安定した成績を出し続けてナゲッツを支え、1979-80シーズンはNBAにおけるキャリアハイとなる平均23.8得点、1月31日のニュージャージー・ネッツ戦ではやはりキャリアハイとなる47得点をあげている。1981-82シーズンにはイッセルにアレックス・イングリッシュ、キキ・ヴァンダウェイの新たなチームの核が完成し、46勝36敗まで成績を回復させ、プレーオフにも復帰。イッセルはすでに33歳となっており、個人成績が低下し始める年齢になっていたが、このシーズンも平均22.9得点をあげており、またイングリッシュは25.4得点、ヴァンダウェイは21.5得点と、このシーズンのナゲッツには平均20得点以上をあげる選手が3人同時に在籍しており、くわえてチーム全体の平均得点も126.5得点と、2位ロサンゼルス・レイカーズの114.6得点に大差をつけるリーグ1位となっている。この3人は翌1982-83シーズンも平均20得点以上をあげており、ナゲッツもリーグ1位の得点力を誇った。1984-85シーズンにイッセルの成績は平均12.8得点と大きく落ち込み、イッセルはこのシーズンをもって引退することを決意した。引退した時点でABA/NBAキャリア通算27,482得点は歴代4位に入り、また通算出場試合数、出場分数、フィールドゴール成功数も歴代トップ10入りを果たしている。

## プレースタイル・業績など
イッセルは体格や身体能力に恵まれたわけでもなければ、特別器用な選手というわけでもなかった。そんなイッセルがリーグを代表するビッグマンの地位を築けた理由は頭脳的なプレイと精度の高いアウトサイドシュート、そして高い労働倫理にあった。ゴール下が仕事場と相場が決まっていた当時のセンターにおいてイッセルのプレースタイルは異端と言えるもので、ゴールから15～20フィートの位置から彼のオフェンスは始まり、ヘッドフェイクでディフェンダーを振り払うと、ジャンプシュートで次々と得点を決めた。彼のヘッドフェイクは非常に巧みで、スポーツ・イラストレイテッド誌は彼のヘッドフェイクを賞賛を込めて「バスケットボール史上最悪のフェイク」と評し、またジャンプシュートを積極的に放ちながらもフィールドゴール成功率は高水準を維持し、8シーズン連続で50%以上を達成している。15年のプロキャリアの中で欠場は僅かに24試合しかなく、その勤勉さと頑丈さからファンからは"the Horse"の愛称で親しまれた。
- ABA/NBA通算成績
  - 出場試合：1,218試合 （15シーズン）
  - 通算得点：27,482得点 （平均22.6得点）
  - 通算リバウンド：11,133リバウンド （平均9.1リバウンド）
  - 通算アシスト：2,907アシスト （平均2.4アシスト）
  - FG成功率：.499
  - FT成功率：.793
- デンバー・ナゲッツのチーム記録
  - 通算802試合出場は歴代2位
  - 通算16,589得点は歴代2位
  - 通算6,630リバウンドは歴代1位
  - 通算フリースロー成功数5,181本は歴代1位

※順位は2009年現在
- 主な受賞・業績
  - ABA新人王 （1971）
  - ABA得点王 （1971）
  - ABAオールルーキー1stチーム （1971）
  - オールABA1stチーム （1972）
  - オールABA2ndチーム （1973, 1974, 1976）
  - ABAオールスターゲーム （1971～1976）
  - ABAファイナル制覇 （1975）
  - ABAオールタイムチーム
  - NBAオールスターゲーム （1977）
  - J.ウォルター・シチゼンシップ賞 （1985, 地域貢献に対する賞）
  - バスケットボール殿堂 （1993）
  - 背番号『44』はデンバー・ナゲッツの永久欠番

## コーチキャリア
現役を引退して後の"the Horse"ことイッセルはケンタッキー州に戻り、馬飼育場で馬を育てる日々を送った。その間もケンタッキーのカレッジバスケの解説者を務め、1988年にはデンバー・ナゲッツに戻ってブロードキャスターとなった。ナゲッツのゼネラルマネージャー、バーニー・ビッカースタッフはイッセルの解説に感銘を覚え、1992-93シーズンにコーチ経験のないイッセルをナゲッツのヘッドコーチに抜擢。低迷期に入っていたナゲッツはマクムード・アブドゥル＝ラウーフ、ディケンベ・ムトンボらを中心に再建を図り、イッセルがヘッドコーチに就任したシーズンは前年を12勝上回る36勝46敗をあげ、44歳のイッセルは将来有望な若手コーチという評判を得た。翌1993-94シーズンには42勝40敗をあげ、3シーズンぶりのプレーオフに導くと、1回戦では第1シードのシアトル・スーパーソニックスを3勝2敗で破ると言うプレーオフ史上稀に見る大波乱を巻き起こした。カンファレンス準決勝でも強豪ユタ・ジャズ相手に第7戦まで粘ると言う大健闘を見せている。1994-95シーズンは序盤から勝率5割前後をうろつく状況が続き、そして34試合を消化した時点でイッセルは突如コーチから辞している。1998-98シーズンにナゲッツのゼネラルマネージャーに就任したキキ・ヴァンダイウェイはかつての戦友イッセルをヘッドコーチに呼び戻したが成績は横ばい状態が続き、プレーオフにも導けなかった。そして開幕から波に乗り切れない状況が続く2001-02シーズンの12月10日のシャーロット・ホーネッツ戦後、会場のファンからの野次に対してイッセルが人種差別的な発言をしたとしてイッセルに4試合の出場停止処分が下り、そして結局12月26日にコーチの任を解かれている。